# Hrvatska bowling liga 1998./99.
Hrvatsku bowling ligu za sezonu 1998./99. je osvojila ekipa "Ericsson Nikola Tesla" iz Zagreba. 

## Ljestvica
Igrano od 16. veljače do 4. svibnja 1999. 
| mj | klub                         | ut | pob | ner | por | bod |
| -- | ---------------------------- | -- | --- | --- | --- | --- |
| 1. | Ericsson Nikola Tesla Zagreb |    |     |     |     | 26  |
| 2. | Obrtnik Zagreb               |    |     |     |     | 22  |
| 3. | Grmoščica Zagreb             |    |     |     |     | 18  |
| 4. | Elka Zagreb                  |    |     |     |     | 10  |
| 5. | Gajevo Zagreb                |    |     |     |     | 4   |

## Unutarnje poveznice
- Hrvatska kuglačka liga za muškarce 1998./99.
- Hrvatska kuglačka liga za žene 1998./99.

## Vanjske poveznice
- kuglanje.hr, bowling natjecanja  Arhivirana inačica izvorne stranice od 27. svibnja 2019. (Wayback Machine)
- bowling-hrvatska - Hrvatska bowling sekcija  Arhivirana inačica izvorne stranice od 8. lipnja 2019. (Wayback Machine)
- bowling.hr  Arhivirana inačica izvorne stranice od 8. lipnja 2019. (Wayback Machine)